# Сексуальный комплекс
Сексуальный комплекс характеризуется имеющими негативную эмоциональную окраску представлениями личности (ощущения неудовлетворённости, страха, греха), связанными с половыми отношениями, оказывающими существенное, а иногда и определяющее влияние как на половую жизнь, так и в целом на поведение. Сексуальные комплексы являются разновидностью психологических проблем, не связанных с заболеваниями. Их коррекция осуществляется с использованием методов психотерапии.
Выделяют комплексы, присущие мужчинам, женщинам и обоим полам. Ниже описаны основные сексуальные комплексы, известные в психологии и сексологии.

## Мужские сексуальные комплексы

### Комплекс Дона Кихота

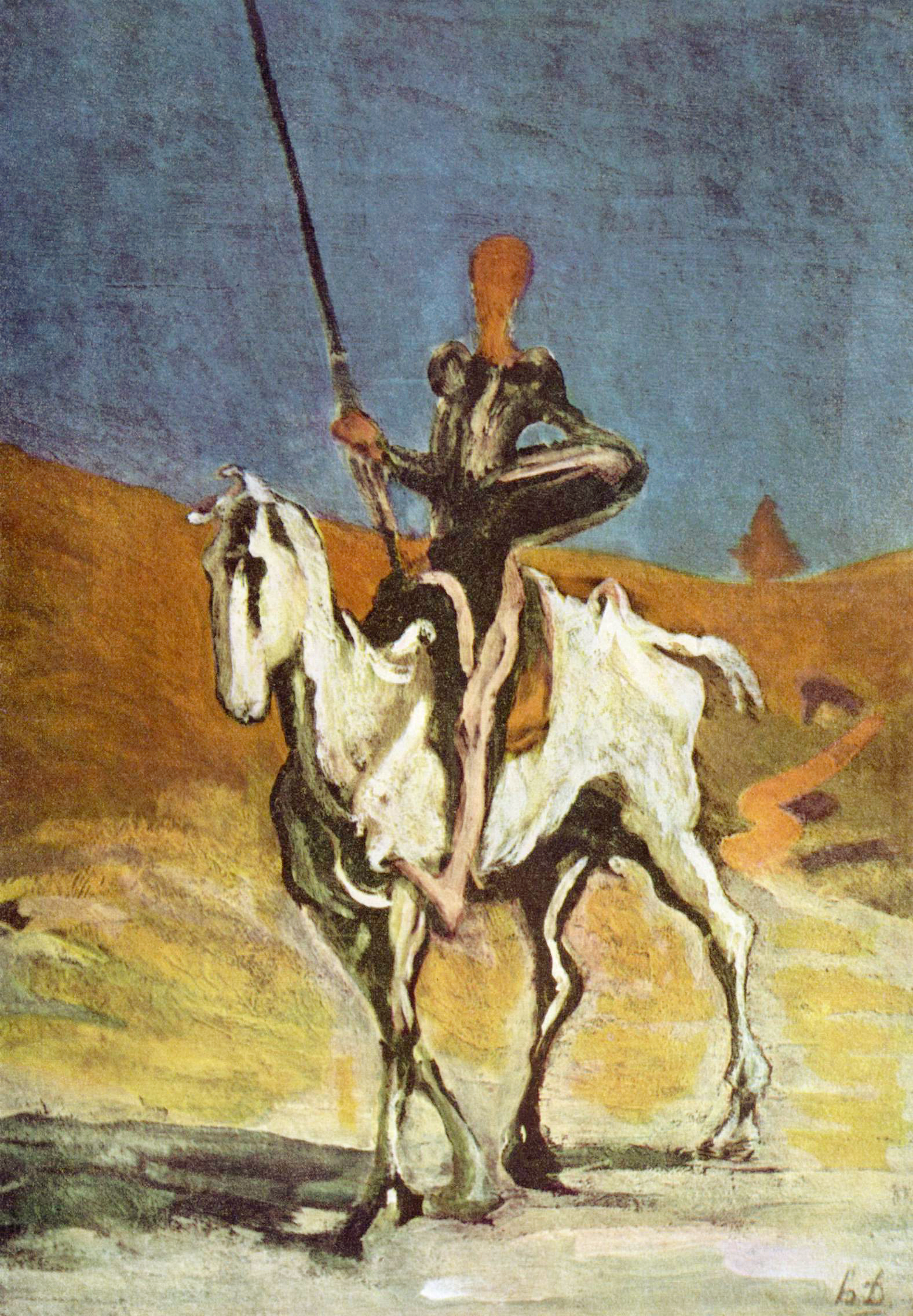
Дон Кихот

Назван по имени заглавного героя романа Мигеля Сервантеса «Хитроумный идальго Дон Кихот Ламанчский». Мужчина, страдающий этим комплексом, воображает себя странствующим рыцарем (или джентльменом) с присущим этому образу культом женщины: идеализацией образа возлюбленной, преклонения перед ней. Характерен для инфантильных личностей.
«Прозрение» таких лиц, связанное с обнаружением грубых противоречий между идеальным образом женщины и её реальными личностными характеристиками, может приводить к совершению насильственных действий, вызванных фрустрацией.
Аналогом этого комплекса у женщин является комплекс Алисы в стране чудес.

### Комплекс Гризельды
Назван по имени героини десятой новеллы десятого дня «Декамерона» Джованни Боккаччо — Новелла о Гризельде. Выражается в перерастании отцовской привязанности к дочери в эротическое влечение, которое может привести к попыткам совершения развратных действий или инцеста.
У женщин вариант этого комплекса носит название комплекс Иокасты.

### Донжуанизм

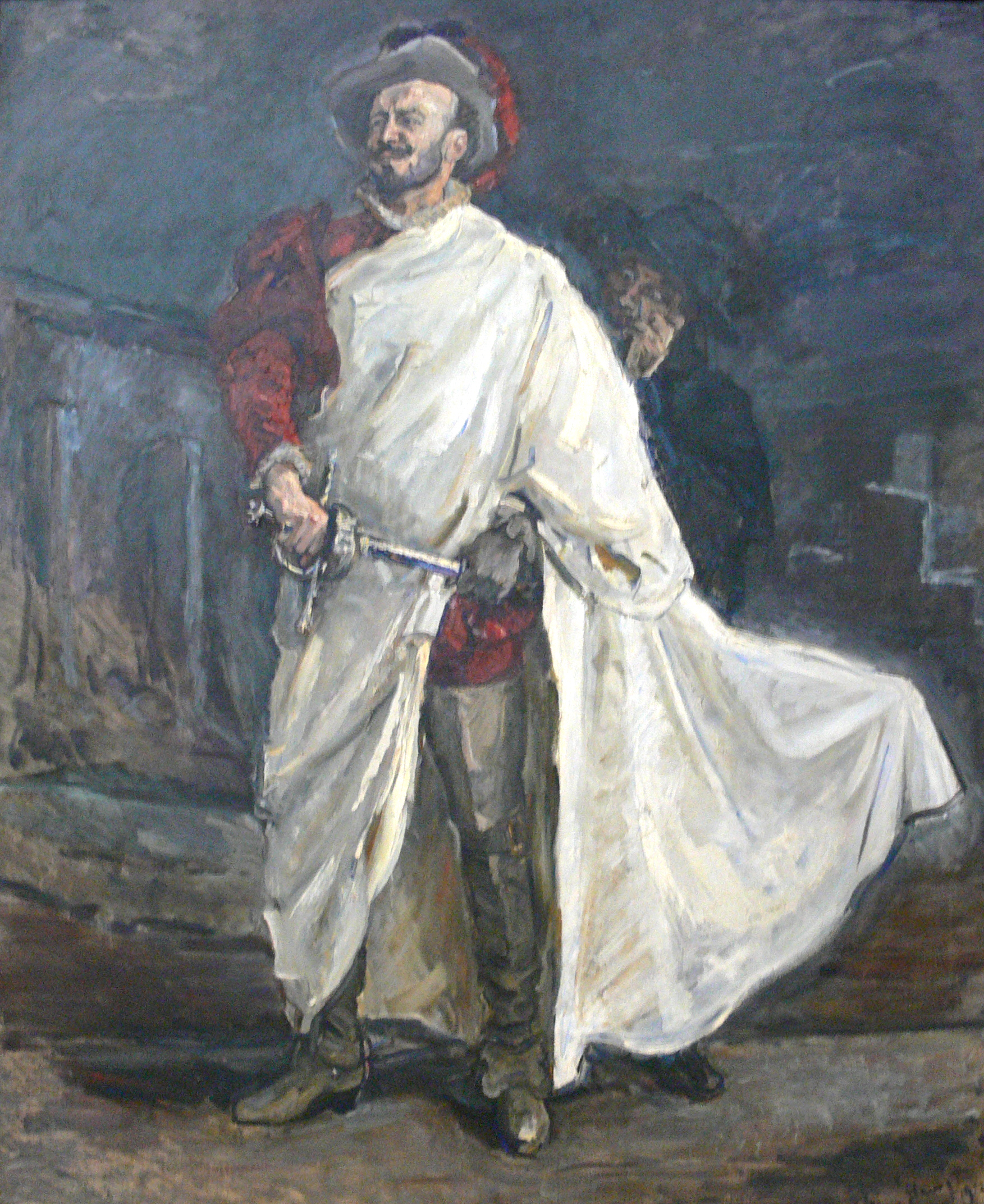
Дон Жуан

Назван по имени персонажа многих художественных произведений легендарного соблазнителя дона Жуана. Мужчина с этим комплексом стремится к «покорению» как можно большего числа женщин. При этом основной интерес для него представляет сам процесс достижения расположения женщины, после достижения её благосклонности (как правило, совершения полового акта) интерес сразу пропадает. Повторные связи нехарактерны.
Отмечается, что подоплёкой этого комплекса могут быть неуверенность в собственной сексуальной состоятельности, латентная гомосексуальность, боязнь женщин, а основным движущим мотивом — укрепление представления о собственной маскулинности.
Данный комплекс является схожим с комплексом мачо.

### Комплекс Леонта
Назван по имени короля Леонта, персонажа «Зимней сказки» Шекспира, безосновательно подозревавшего в измене свою жену и на этой почве отказавшегося от отцовства. Суть этого комплекса заключается в болезненной ревности к партнёрше, включающей сомнения в отцовстве.
Следствием этого может быть отказ от осуществления родительских обязанностей, требование проведения экспертизы отцовства и т. д. Реальных оснований для этого, как правило, нет. Комплекс может отражать характерное для патриархальных культур недоверие к женщинам или быть проявлением психического заболевания.

### Комплекс Квазимодо
Назван по имени Квазимодо, персонажа романа «Собор Парижской Богоматери» Виктора Гюго.
Представляет собой один из видов комплекса неполноценности, который связан с хронической недооценкой своей внешности, устойчивым мнением о собственной непривлекательности для противоположного пола.

### Комплекс маленького члена
Также является одним из вариантов развития комплекса неполноценности. Корни этого комплекса лежат в детстве. Ребёнок, видя, что его член меньше, чем у отца и старших детей, фиксируется на этом обстоятельстве, приобретая убеждённость, что в результате меньших размеров своих гениталий он не будет иметь успех в контактах с женщинами. Возникает боязнь подвергнуться насмешкам, возможны и другие нарушения на этой почве.

### Комплекс мачо

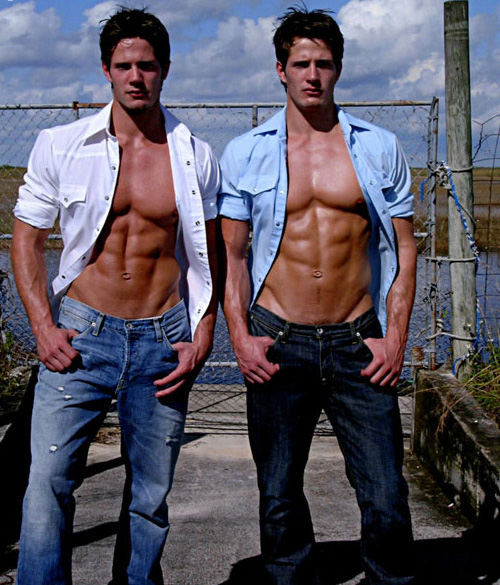
Так в прессе нередко изображается маскулинность

Мачо (исп. macho — «самец») — существующий в латиноамериканском и современном западном обществе идеализированный образ мужчины, включающий качества, обычно приписываемые особям мужского пола в животном мире: агрессивность, грубость, ярко выраженный мужской тип внешности и сексуальности, физическую силу, напористость, упорство. Мужчина с этим комплексом ощущает постоянную потребность подтверждать свои мужские качества, в том числе осуществляя активную, нередко агрессивную сексуальную роль. Для этого могут использоваться услуги проституток и даже гомосексуальное насилие.
Для мачо характерно двойственное отношение к женщине: с одной стороны, присутствует идеализированный асексуальный образ жены и матери, послушной мужу и безропотно ведущей домашнее хозяйство; с другой — образ женщины, с которой мачо реализует свои сексуальные потребности: доступной, владеющей многими сексуальными техниками. В этом смысле комплекс мачо схож с комплексом Мадонны и Блудницы.
Негативное влияние этого комплекса связано со стремлением к идеалу, который во многих случаях не может быть реализован в рамках правомерного поведения. Кроме того, крайне болезненными для такого мужчины являются сексуальные неудачи, вызывающие страх утраты статуса и насмешек.

### Комплекс Ореста
Орест в древнегреческой мифологии был сыном Агамемнона и Клитемнестры. Он убил свою мать и её любовника из мести за убитого ими отца. Комплекс связан с ненавистью сына к матери за её отношение к отцу, за непризнание его ведущей роли в семье.

### Комплекс Мадонны и Блудницы
Связан с противоречивыми традициями подходов к оценке женской и мужской сексуальности в западной культуре. С одной стороны, в качестве партнёрши для семейных отношений мужчина стремится выбрать женщину, обладающую такими качествами, как верность, преданность, добродетельность. С другой стороны, сексуальное желание мужчины толкает его на поиски доступной женщины, готовой удовлетворить все его половые потребности.
В итоге происходит разделение образа женщины как объекта любви и заботы и женщины как полового партнёра, нередко приводящее к супружеским изменам.
Женским аналогом этого комплекса является комплекс Рыцаря и Развратника.

### Комплекс Отелло
Назван по имени заглавного героя пьесы Шекспира «Отелло, венецианский мавр», убившего на почве безосновательной ревности свою жену, Дездемону. Проявляется в патологической ревности, вплоть до бреда, часто возникающей под действием алкоголя. Мужчина с этим комплексом опасается не просто потерять расположение партнёрши, но и стать объектом насмешек соперников и просто знакомых.

### Эдипов комплекс
Название комплекса основано на греческом мифе, в котором Эдип (сам того не зная) убивает своего отца Лаия и женится на матери Иокасте. Согласно теории психоанализа Фрейда, эдипов комплекс является этапом психосексуального развития и восприятия, связанным с бессознательным влечением мальчика к матери. Это влечение сопровождается ревностью к отцу, а также бессознательным желанием его смерти.

## Женские сексуальные комплексы

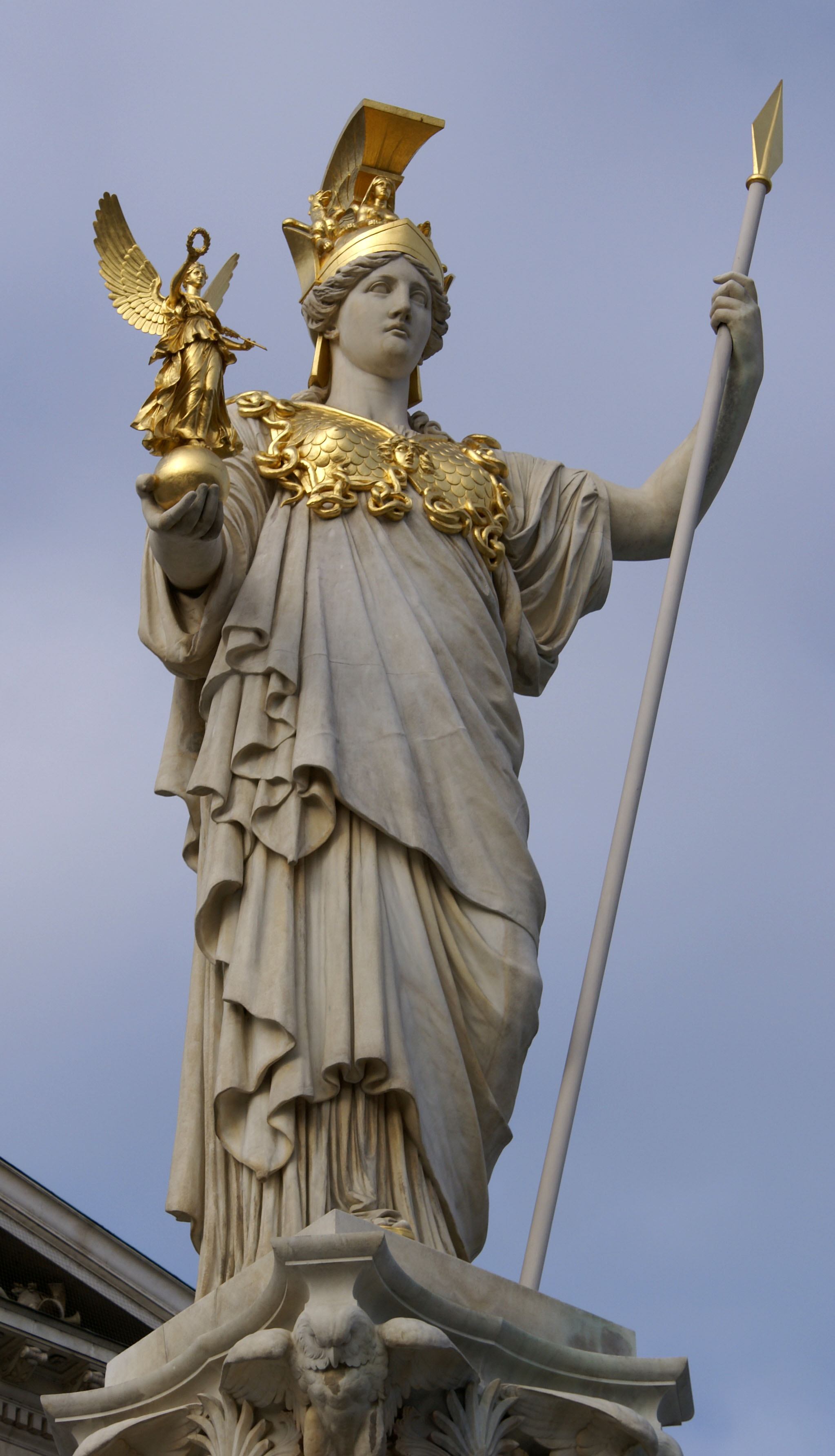
Афина Паллада

### Комплекс Афины Паллады
Назван по имени греческой богини Афины Паллады. Проявляется в нарушении социально-гендерной идентификации женщины: она стремится играть роли, скорее характерные для мужчины (отца), чем для женщины (матери). Идеальным партнёром для такой женщины является инфантильный мужчина, с которым она могла бы выполнять покровительствующую роль.
Женщины с этим комплексом также склонны к бойлаверству: они достаточно легко заводят дружеские отношения с мальчиками, находят с ними общий язык, что может приводить к перерастанию отношений в сексуальные.

### Комплекс Алисы в стране чудес

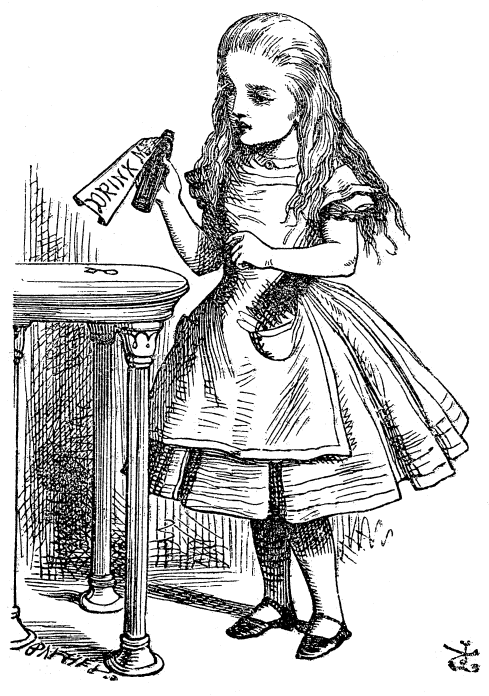
Алиса в стране чудес

Название происходит от произведения Льюиса Кэррола «Алиса в стране чудес». Женщины с этим комплексом склонны к мечтаниям, построению «воздушных замков», придумывая себе воображаемых партнёров, наделяя их определёнными качествами и поведением.
В реальной жизни такие женщины стремятся найти партнёра, который будет соответствовать их воображаемым ожиданиям. При этом успех отношений зависит от способности партнёра принять ту роль, которая предназначена ему в фантазиях женщины.
Патологический характер данного комплекса проявляется в том, что при расхождении между реальным и воображаемым миром может происходить расщепление личности: несмотря на своё существование в реальном мире, женщина начинает уделять всё больше внимания миру воображаемому.

### Комплекс амазонки
Амазонки — в древнегреческой мифологии народ, состоявший исключительно из женщин, не терпевших при себе мужей, а для деторождения приглашавших мужчин из соседних народов. Родившихся детей мужского пола они отсылали отцам или убивали, девочек же оставляли у себя для приучения их к войне.
Женщины с этим комплексом рассматривают мужчин только как необходимый элемент процесса зачатия, в остальном же они относятся к ним самим и присущим им качествам пренебрежительно или потребительски.
Комплекс рассматривается как психологический пережиток матриархата. Также он может расцениваться как проявление нарциссизма или гомосексуальности (лесбиянства).

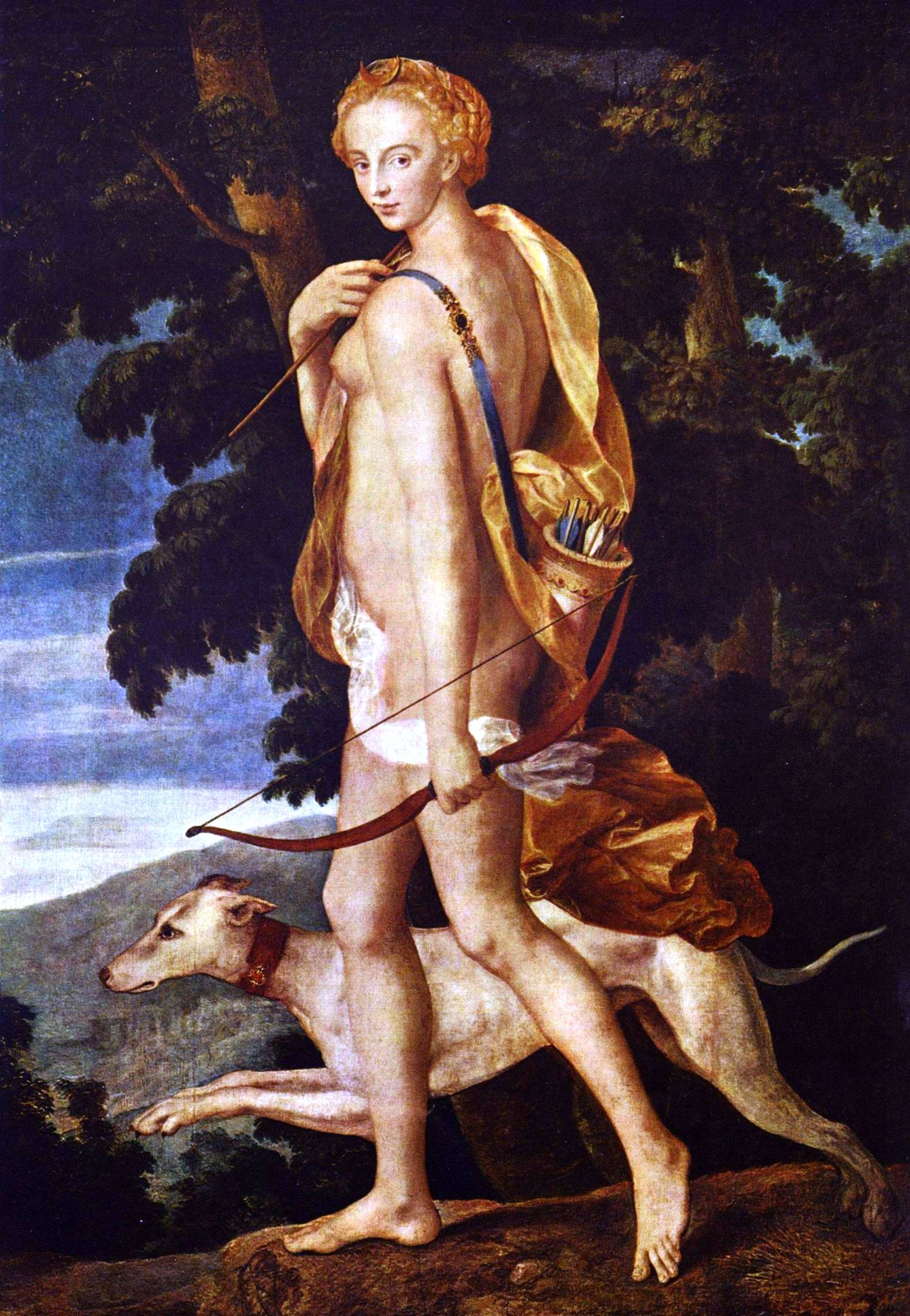
Диана-охотница

### Комплекс Дианы
Диана — римская богиня охоты. В греческой мифологии ей соответствует Артемида — девственница и защитница целомудрия.
Проявление комплекса заключается в придании сверхценного значения девственности. Это может быть связано с задержкой сексуального развития психического происхождения, нарциссизмом или латентной гомосексуальностью.

### Комплекс Иокасты
Иокаста — в древнегреческой мифологии царица Фив. Не зная о судьбе своего сына Эдипа, младенцем оставленного по приказу отца на горе Киферон, вышла за него замуж. Это аналог комплекса Гризельды, проявляющийся в патологическом влечении матери к сыну, чрезмерной его опеке, стремлении удовлетворить любые его потребности. Закономерным итогом этого может стать возникновение сексуального влечения, ведущего к инцесту.

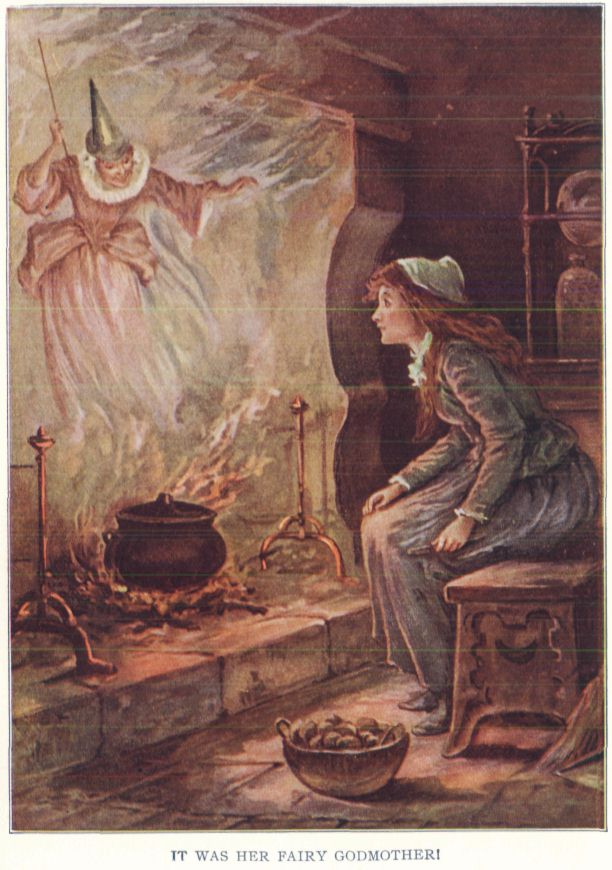
Золушка

### Комплекс Золушки
Комплекс Золушки проявляется в пассивности женщины, ожидающей, что судьба предоставит ей шанс встретить необыкновенного мужчину, настоящего сказочного принца, который станет её «билетом» в мир счастья и приключений. При этом потенциальные партнёры, встречаемые в реальной жизни, кажутся недостаточно соответствующими идеальному образу «принца на белом коне», а окружающая действительность — пустой и скучной.
Необходимо отметить, что подобные фантазии являются обычным элементом процесса полового созревания, но лишь у некоторых женщин они сохраняются и в зрелом возрасте. Комплекс Золушки не следует путать с так называемым эффектом Золушки.

### Комплекс Клитемнестры
Клитемнестра в греческой мифологии — дочь Леды и Тиндарея, была насильно выдана замуж за царя Агамемнона. В отсутствие мужа Клитемнестра изменила ему с его двоюродным братом Эгисфом, и по возвращении Агамемнона убила его.
Выражается в неосознаваемом протесте против ведущей роли мужчины, мужского насилия, ведущем к подавлению сексуальности и отстранённости от полового партнёра.

### Комплекс Ксантиппы
Ксантиппа — жена греческого философа Сократа, прославившаяся своим дурным характером. У женщин с этим комплексом сексуальное либидо и другие влечения поглощаются стремлением к порядку, правильности, моральной и нравственной чистоте. Характерным является отсутствие чувства юмора, пуританское отношение к любовным отношениям.
Как правило, возникает в зрелом и пожилом возрасте у женщин, у которых не сложились отношения с мужским полом и иногда вдобавок ударились в религию, результатом чего стало отторжение сексуальной сферы жизни и сублимация влечения в нравственную и бытовую принципиальность.

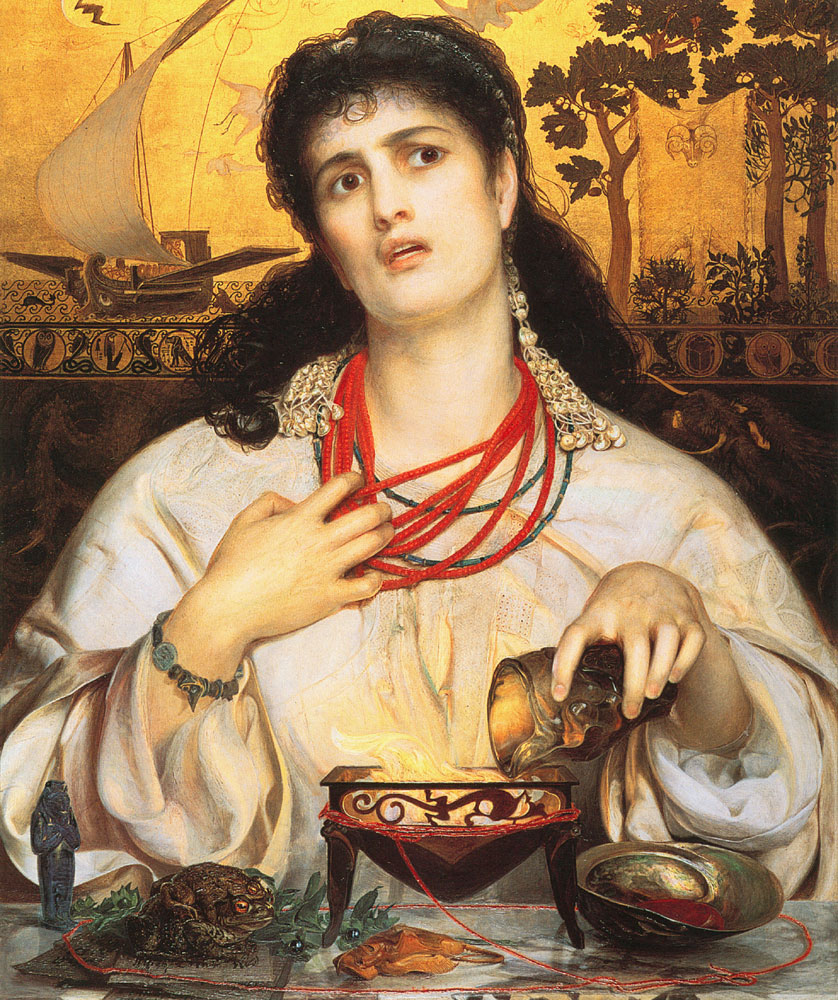
Медея

### Комплекс Медеи
Назван по имени Медеи, колхидской царевны из древнегреческих мифов о Золотом руне, которая была влюблена в предводителя аргонавтов Ясона. Когда Ясон собрался жениться на другой женщине, она убила свою соперницу и детей, нажитых от него.
Комплекс связан с патологической ревностью и мстительностью женщины, которая может доходить даже до совершения преступлений.

### Комплекс Мессалины

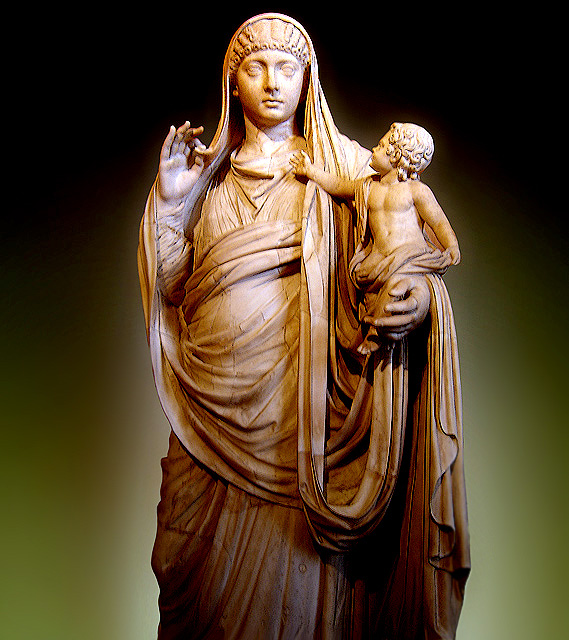
Мессалина с сыном

Мессалина была женой римского императора Клавдия, прославившейся своей распутностью.
Женщины с этим комплексом считают, что для того, чтобы быть привлекательными для мужского пола, им необходимо соответствовать стереотипу развратной женщины, которую легко соблазнить, но трудно удовлетворить в сексуальном плане.
Комплекс проявляется склонностью к промискуитету и может быть проявлением нимфомании либо являться женским вариантом донжуанизма.

### Комплекс одиночества
Возникает у бездетных женщин в климактерический период. Связан с появлением потребности в материнстве, которая уже не может быть удовлетворена. В эмоциональном плане для этого комплекса характерно ощущение потери счастья, удовольствия от жизни, отсутствия смысла существования.
Может приводить к неврозам, связанным с фиксацией на негативных эмоциях, и депрессии.

### Комплекс Рыцаря и Развратника
Женский вариант комплекса Мадонны и Блудницы. Как и в мужском варианте, происходит конфликт между требованиями к супругу — «рыцарю», предназначением которого является обеспечение безопасного и безбедного существования женщины, и сексуальному партнёру — «развратнику»: гиперсексуальному, сильному, страстному.

### Комплекс Титании
Назван по имени Титании, царицы фей из пьесы Шекспира «Сон в летнюю ночь».
Женщины с этим комплексом формируют в своём воображении образ идеального партнёра (наполняемый деталями, заимствованными из фильмов и других художественных произведений), которого они пытаются найти в течение всей жизни.
Если партнёр или муж такой женщины не соответствует задаваемому образу, может возникать отторжение. Со временем, по мере понимания того, что идеального партнёра найти не удалось и вряд ли удастся в будущем, у женщины возникает чувство утраченного шанса, причём виноватым в том, что она так и не нашла своего счастья, она склонна считать своего мужа. Прошлое её мифологизируется, она изобретает легенды о себе, часто рассказывает о знакомых (действительных или вымышленных), за которых она могла когда-либо выйти замуж, но не вышла в силу каких-то случайностей.

### Комплекс Электры
Женский вариант эдипова комплекса, связан с влечением к отцу и связанной с этим ревностью и негативным отношением к матери.

## Общие сексуальные комплексы

### Комплекс детства
Проявляется в инфантильности, стремлении к освобождению от забот, характерных для взрослого человека, и необходимости принимать решения касательно собственной жизни. Такого человека пугает самостоятельность и реальная жизнь, что приводит к нарушениям социализации, сексуальным неудачам.
Нередко такие люди находятся в зависимости от матерей, которые контролируют все аспекты их жизни.

### Комплекс жертвы
Проявляется у жертв сексуального насилия, является разновидностью комплекса неполноценности. У человека развивается ощущение, что он сам виноват в том, что стал жертвой насилия или что быть жертвой ему предназначено судьбой. Такие деформации психики могут повышать виктимность, действительно увеличивая вероятность подвергаться насилию и в будущем.

### «Комплекс» западной культуры
Некоторые российские и украинские специалисты предлагают считать комплексом механистическое отношение к сексу, который становится одним из элементов гедонистических устремлений человека, не связанным с романтическими отношениями или деторождением. По мнению Г. Б. Дерягина, данный комплекс является распространённым в урбанистическом обществе западной цивилизации. Для данного комплекса характерна фиксация на технике полового акта, используемых сексуальных практиках. Личность партнёра и его внутренний мир не имеет особого значения, внимание уделяется лишь внешней привлекательности и сексуальной подготовленности. Как отмечает Г. Б. Дерягин, по своим внешним проявлениям этот комплекс схож с либертинажем.

### Комплекс Каина
Возникает у человека, совершившего измену своему супругу или постоянному партнёру и связан с оценкой своего поступка как низменного, требующего искупления. Возникающее чрезмерное чувство вины приводит к депрессии, отстранённости от партнёра.
Назван по имени библейского персонажа Каина, сына Адама и Евы, убившего своего брата Авеля, но позже раскаявшегося в содеянном и обречённого за убийство на вечные скитания.

### Комплекс неполноценности
Лицо, страдающее этим комплексом, негативно относится к своей внешности или личностным характеристикам, уверено в недостаточности своих возможностей и умений, в том числе и в сексуальной сфере.
Проявления комплекса могут быть связаны с постоянной демонстрацией своей «успешности», непрекращающимся стремлением к внешним символам жизненного успеха (богатство, власть, сексуальные «победы»), в том числе с использованием аморальных и противозаконных средств.
Характерна также завистливость, мстительность, неврозы, возникающие на почве постоянного ощущения неудовлетворённости достигнутым.

### Оральный комплекс
Проявлением этого комплекса является сохранение стремления к посасыванию различных предметов (пальцев, карандашей) у детей и подростков. Психоанализом такое стремление считается подсознательным отголоском сосательного рефлекса младенца, связанного с психоэротическим удовольствием от ласк груди матери.

### Онанистический комплекс
Связан с возникновением у подростка, занимающегося мастурбацией, чувства вины. Причиной этого может быть внушённое родителями негативное отношение к мастурбации, представления о её вреде для здоровья, являющиеся пережитком пуританской морали и религиозно-философских воззрений, считающих потерю спермы вредоносной для организма.
Конфликт нереализованного сексуального влечения с одной стороны и представления о вреде онанизма с другой ведёт к возникновению невротических состояний, появлению непроходящего чувства вины, греховности своих действий.

### Комплекс паники закрывающихся дверей
Заключается в возникающем в зрелом возрасте (40 лет и старше) страхе утратить привлекательность для потенциального или реального партнёра и проявляется в придании чрезмерного значения внешнему виду и внешним проявлениям сексуальности, стремлением к омоложению, контактам с более молодыми партнёрами.
Преимущественно характерен для женщин и для мужчин гомосексуальной ориентации, но может встречаться и у гетеросексуалов.

### Комплекс провоцируемой измены
Человек с этим комплексом испытывает стремление к тому, чтобы его партнёр устанавливал временные сексуальные связи с другими людьми. Сам он нередко участвует в налаживании подобных контактов или требует от партнёра подробного рассказа о его «измене». Этот комплекс близок к проявлениям девиантной сексуальности, в том числе садомазохистским (см. кандаулезизм).

### Комплекс Ромео и Джульетты
Встречается в обществах, осуждающих внебрачные половые связи и связан со стремлением партнёров как можно быстрее после знакомства и возникновения чувственного влечения заключить брачный союз, несмотря на протесты родителей и мнение окружающих.

### Комплекс Тристана и Изольды («запретного плода»)
Распространён в культурах западной цивилизации, где ещё присутствует моральное осуждение добрачных половых связей, но при этом такие связи являются достаточно распространёнными. Человек, вступивший в половой контакт до брака, испытывает одновременно чувство вины и удовольствия; после брака чувство вины больше не проявляет себя, в результате чего наступает уменьшение полового влечения как следствие снижения связанного с ним эмоционального фона.

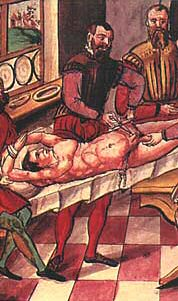
Кастрация

### Комплекс кастрации
Этот комплекс предполагает страх мальчика лишиться полового члена в качестве наказания за проявления сексуальности, а также переживания девочек и женщин, связанные с отсутствием у них полового члена.
У женщин этот комплекс связан с социальной установкой на подчинённое положение по сравнению с мужчиной. Эта установка приводит в действие компенсаторные механизмы, в результате чего поведение женщины с этим комплексом имеет многие характерные для мужского гендера черты: склонность к власти, доминированию, мужской стиль полового поведения (частая смена партнёров, завышенные требования к сексуальной активности партнёра).

## Экзотические сексуальные комплексы

### Амок
Амок — психическое состояние, наблюдающееся у жителей Малайского архипелага, характеризующееся немотивированным приступом слепого агрессивного возбуждения, неконтролируемого бешенства.
В качестве причины амока называется непереносимый стыд, связанный с изменой партнёра. Человек ощущает свою половую несостоятельность, боится подвергнуться насмешкам со стороны окружающих. Это чувство сменяется ненавистью к окружающим, проявляется компенсаторный механизм агрессивного поведения. Накопление агрессии приводит к её взрывному проявлению, которое может быть связано с причинением вреда большому количеству людей.

### Комплекс Коро
Распространён в Юго-Восточной Азии среди китайцев, малайцев, и индонезийцев, чаще мужчин. У людей, ему подверженных, возникает панический страх втягивания гениталий или молочных желез внутрь тела, которое считается смертельно опасным. Ввиду этого приступы страха сопровождаются попытками противодействовать такому втягиванию с использованием подручных предметов или путём мастурбации.
Данный комплекс может быть проявлением психических расстройств, но иногда проявляется и самостоятельно.

### Дхат
Распространён у мужчин в индуистской культуре и связан с патологической боязнью семяизвержения, основывающейся на представлении о сперме как о источнике жизненной силы. Половая жизнь становится невозможной, непроизвольные поллюции вызывают панику с утратой контроля над собственным поведением.

### Лата
Описан у малаек, как правило, не живущих половой жизнью или не удовлетворённых сексуально. Проявляется копролалией, непристойными публичными высказываниями, которые служат заместителями сексуального удовлетворения.
Известны и другие проявления схожего характера, в том числе в России: икотница (длительная интенсивная икота в публичных местах), кликушество (публичное богохульство в местах отправления религиозных обрядов) и т. д.

## Сексуальные мифы
Схожими с комплексами являются сексуальные мифы, которые представляют собой идеализированное выражение определённых ожиданий и установок, касающихся сексуальных отношений или образа партнёра.

### Миф о «роковой женщине»
Характерен для культур, в которых доминирующую роль в сексе выполняют мужчины. Существует много его вариантов, в которых мужчина оказывается вовлечён женщиной в страстные отношения, оказывающиеся для него губительными во всех смыслах.

### Миф об «эротическом рае»
Представляет собой гедонистическую мечту о посмертном или земном рае как о месте, где доступно ничем не ограниченное сексуальное удовольствие. Представление об эротическом рае играет важную роль, например, в христианской секте адамитов, а также в исламе (см. Гурии).